# Jezioro Wielkowiejskie (Wysoczyzna Grodziska)
Jezioro Wielkowiejskie – jezioro w Polsce, położone w województwie wielkopolskim, w powiecie poznańskim, w gminie Stęszew, na Wysoczyźnie Grodziskiej, na terenie Wielkopolskiego Parku Narodowego. 

## Morfometria
Powierzchnia jeziora wynosi 13,3 ha, a powierzchnia zlewni – 91 ha. Długość linii brzegowej to 2300 m.
W 2008 badano przejrzystość wody jeziora. Średnia widzialność krążka Secchiego wyniosła wówczas 3,8 metra.

## Charakterystyka
Jest to najmniejsze i średnio najpłytsze jezioro rynny Witobelsko-Dymaczewskiej. W zlewni znajdują się przede wszystkim tereny leśne (59%). Brzeg południowo-zachodni podmokły. Unikatowe w skali parku narodowego jest to, że akwen ma dobrze wykształconą strefę fitolitoralu. Występują m.in. pasy łąk ramienicowych, rośnie pływacz zwyczajny, grążel żółty, grzybień biały. Pod względem roślinności wodnej należy do najciekawszych jezior WPN. Faunę reprezentują: czapla siwa, żuraw, bąk, perkoz dwuczuby, bóbr europejski i wydra.

## Turystyka
Od strony południowo-wschodniej przebiega droga wojewódzka nr 306 (przez Wielką Wieś, gdzie znajduje się stanica wędkarska HCP). Brzegiem wschodnim przechodzi Pierścień Rowerowy Dookoła Poznania. Przy brzegu północnym grodzisko.

## Wędkarstwo
Jezioro linowo-szczupakowe. Występuje tu 16 gatunków ryb, m.in.: węgorz, szczupak pospolity, płoć, wzdręga, amur biały, leszcz, lin, karp, karaś, okoń europejski i sandacz.